# Institut supérieur d'informatique de Montréal
L’Institut supérieur d'informatique (ISI) est un centre de formation de niveau collégial spécialisé dans le secteur informatique, fondé en 1997 par Henriette Morin et René Larose à Montréal.
Détenteur d'un permis du ministère de l'Éducation du Québec (303531) depuis 1997.
Plus de 1000 finissants dans le secteur informatique au Québec au cours des dix dernières années.[pas clair]

## Programmes offerts
- Programmation, réseaux et sécurité
- Programmation et technologies web
- Gestion de projets informatiques
- Programmation de jeux vidéo

## Statistiques
- Âges entre 19 et 45 ans
- 40 % détiennent un diplôme universitaire
- 35 % détiennent un diplôme collégial
- 25 % détiennent un diplôme secondaire
- 60 % possèdent une expérience professionnelle antérieure dans un domaine autre que l'informatique

## Orientation
Spécialisation en informatique (programmation et réseautique) qui insiste sur les technologies qui sont actuellement les plus utilisées dans l'industrie et qui vise une intégration immédiate sur le marché de l'emploi.